# TPSG1
TPSG1 (англ. Tryptase gamma 1) – білок, який кодується однойменним геном, розташованим у людей на короткому плечі 16-ї хромосоми. Довжина поліпептидного ланцюга білка становить 321 амінокислот, а молекулярна маса — 33 815.
| 10         |  | 20         |  | 30         |  | 40         |  | 50         |
| ---------- |  | ---------- |  | ---------- |  | ---------- |  | ---------- |
| MALGACGLLL |  | LLAVPGVSLR |  | TLQPGCGRPQ |  | VSDAGGRIVG |  | GHAAPAGAWP |
| WQASLRLRRM |  | HVCGGSLLSP |  | QWVLTAAHCF |  | SGSLNSSDYQ |  | VHLGELEITL |
| SPHFSTVRQI |  | ILHSSPSGQP |  | GTSGDIALVE |  | LSVPVTLSSR |  | ILPVCLPEAS |
| DDFCPGIRCW |  | VTGWGYTREG |  | EPLPPPYSLR |  | EVKVSVVDTE |  | TCRRDYPGPG |
| GSILQPDMLC |  | ARGPGDACQD |  | DSGGPLVCQV |  | NGAWVQAGTV |  | SWGEGCGRPN |
| RPGVYTRVPA |  | YVNWIRRHIT |  | ASGGSESGYP |  | RLPLLAGLFL |  | PGLFLLLVSC |
| VLLAKCLLHP |  | SADGTPFPAP |  | D          |  |            |  |            |

A: Аланін

C: Цистеїн

D: Аспарагінова кислота

E: Глутамінова кислота

F: Фенілаланін

G: Гліцин

H: Гістидин

I: Ізолейцин

K: Лізин

L: Лейцин

M: Метіонін

N: Аспарагін

P: Пролін

Q: Глутамін

R: Аргінін

S: Серин

T: Треонін

V: Валін

W: Триптофан

Кодований геном білок за функціями належить до гідролаз, протеаз, серинових протеаз. 
Локалізований у мембрані.